# أخيضر أصفر المقدمة
أخيضر أصفر المقدمة[بحاجة لمصدر] (الاسم العلمي: Vireo flavifrons) (بالإنجليزية: Yellow-throated Vireo)‏ هو نوع من الطيور يتبع جنس الأخيضر من الفصيلة الأخيضرية.